# گربه روی شیروانی داغ (فیلم ۱۹۵۸)
گربه روی شیروانی داغ (به انگلیسی: Cat on a Hot Tin Roof) فیلمی به کارگردانی ریچارد بروکس است که در سال ۱۹۵۸ با شرکت پل نیومن و الیزابت تیلور بر پایه نمایشنامه گربه روی شیروانی داغ اثر تنسی ویلیامز ساخته شده‌ است.
نمایشنامه گربه روی شیروانی داغ برندهٔ جایزه پولیتزر شده‌بود و ریچارد ال. بروکس و جیمز پو، اقتباس جدیدی از این داستان را برای فیلم آماده کردند. فیلم گربه روی شیروانی داغ یکی از پرفروش‌ترین فیلم‌ها در سال ۱۹۵۸ شد.
داستان فیلم دربارهٔ مزرعه‌دار آمریکایی ثروتمندی است که بزودی خواهد مرد و خانواده اش قصد دارند این موضوع را از وی پنهان نگه دارند. او در ساعات پایانی عمر خود موفق می‌شود نگاه تازه‌ای به زندگی پیدا کرده و رابطه پسر و عروسش را اصلاح کند.

## بازیگران
- پل نیومن، در نقش بریک پالیت، دوبلور فارسی: چنگیز جلیل‌وند
- الیزابت تیلور، در نقش مگی گربه، دوبلور فارسی: ژاله کاظمی
- برل آیوز، در نقش «پدربزرگ» هاروی، دوبلور فارسی: حسین رحمانی
- جودیت اندرسون، در نقش مادربزرگ، دوبلور فارسی: آذر دانشی
- جک کارسون، در نقش کوپر پالیت، دوبلور فارسی: ناصر احمدی
- مادلین شروود، در نقش می فلین پالیت، دوبلور فارسی: ایران بزرگمهری راد
- بچه‌های می و کوپر: دوبلورهای فارسی: ناهید امیریان، مینو غزنوی، ثریا حمیدی[۲][۳]

## داستان

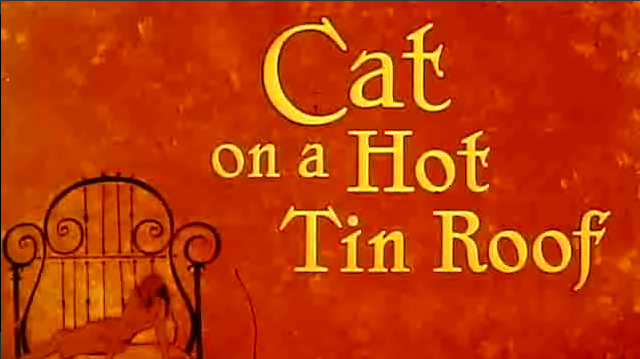
عنوان‌بندی آغاز فیلم

شبی دیروقت، بریک پالیت (پل نیومن) به حالتی مست به ورزشگاه دبیرستان خود رفته و به یاد روزهای قدیم شروع به پریدن از روی موانع زمین دو و میدانی می‌کند و با این کار به زمین‌می‌خورد و پایش می‌شکند.
صبح روز بعد، بریک، که با چوب‌دستی راه می‌رود در خانه پدر بریک در اتاقی با زنش «مگی گربه» (الیزابت تیلور) مشغول صحبت هستند. آن‌ها برای جشن تولد ۶۵سالگی پدربزرگ (پدر بریک) به منزل خانوادگی در میسیسیپی آمده‌اند.
بریک از افسردگی رو به مشروب‌خواری آورده و به دلایلی همه ابراز محبت‌های همسرش را پس می‌زند. مگی که بی‌فرزند است سعی می‌کند بریک را تشویق کند تا نگذارد کوپر (جک کارسون)، برادر بریک و زنش مِی (مدلین شروود) که چندین بچه دارند، بعد از مرگ پدربزرگ همه ارث و میراث او را با نقشه نصیب خود کنند. مگی می‌گوید که یک پزشک متخصص زنان به او گفته که هیچ مشکلی برای باردار شدن ندارد.
مگی همچنین سعی می‌کند موضوعی مربوط به اسکیپر، دوست و هم‌تیم قدیم بریک که خودکشی کرده را توضیح بدهد که با عصبانیت و حساسیت شدید بریک از حرف زدن در این مورد منع می‌شود.
پدربزرگ (برل آیوز) و مادر بزرگ (جودیت اندرسون) با این خبر که پدربزرگ قرار نیست در اثر سرطان بمیرد از بیمارستان به خانه برمی‌گردند و کوپر و همسر و بچه‌هایش به همراه مگی در فرودگاه به پیشواز او می‌روند ولی پدربزرگ تنها به مگی توجه دارد.
اما دکتر پدربزرگ بعداً به‌طور خصوصی به اتاق بریک می‌رود و در موقعیتی دیگر هم، به پسر دیگر پدربزرگ یعنی کوپر می‌گوید که واقعیت اینست که از عمر پدربزرگ چیزی باقی نمانده و آزمایش‌ها نشان می‌دهد او در حال مرگ است و دکتر جرئت نداشته راستش را به پدربزرگ بگوید.
پدربزرگ ساعتی بعد به اتاق بریک می‌آید و از پسرش می‌خواهد که دلیل الکلی‌شدن و افسردگی‌اش را توضیح بدهد. بریک با عصبانیت درخواست‌های پدربزرگ را رد می‌کند.
اصرار شدید پدربزرگ باعث می‌شود موضوع خودکشی اسکیپر، دوست صمیمی بریک به میان بیاید.
بریک به پدربزرگ می‌گوید که اگر اصرار این اندازه زیاد است این موضوع را باید از مگی پرسید. مگی به اتاق می‌آید و توضیح می‌دهد که از آن‌جا که بریک بیشتر وقت خود را با اسکیپر می‌گذرانده حسادت مگی برانگیخته شده‌بوده.

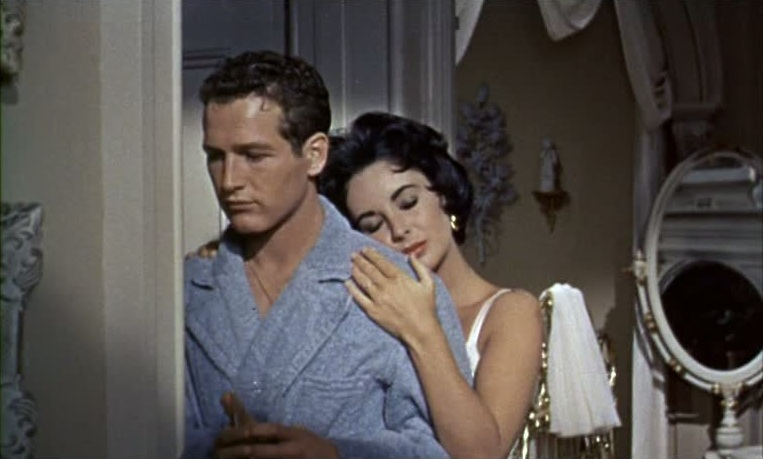
مگی (الیزابت تیلور) و بریک (پل نیومن) در صحنه‌ای از فیلم

بنا به توضیحات مگی، یک روز که بریک در یک مسابقه حساس ورزشی حضور نداشته، اسکیپر دچار اضطراب می‌شود و مگی برای تسکین او به اتاقش می‌رود. اسکیپر مضطرب که مشروب هم خورده‌بوده سعی می‌کند بوسه‌ای به مگی بدهد و مگی هم با خود فکر می‌کند اگر دوست صمیمی شوهرش حاضر است با زن دوستش هم‌بستری کند موقعیت خوبی خواهد بود تا با هم‌بستر شدن با او، ناراستی این «دوست» را به بریک نشان بدهد. مگی که می‌گوید که عاشق شوهرش است و برای این عشق حاضر است «هر کاری» بکند توضیح می‌دهد که با این حال در اتاق اسکیپر تاب نیاورده و بدون این‌که هیچ اتفاقی بین او و اسکیپر بیفتد از اتاق به بیرون می‌دود.
در ادامه صحبت‌های پرحرارت پدربزرگ و بریک معلوم می‌شود که اسکیپر بعد از این جریان با اضطرابی بسیار شدید بارها و بارها به دوستش بریک زنگ زده بوده ولی بریک که از ماجراها بویی برده‌بود تلفن را عمداً برنمی‌داشته. پس از این‌که اسکیپر خودکشی کرده، بریک دچار عذاب وجدان بدی شده و رو به مشروب‌خواری بی‌رویه آورده‌است.
بریک همچنین سعی می‌کند به پدر پول‌دوست خود بفهماند که او هیچ‌گاه نتوانسته عشقی به فرزندانش نشان بدهد و بریک از این بی‌مهری و تمرکز پدر به خرید وسایل و دادن پول به فرزندان رنج می‌برد. پدر بعد از صحبت‌های زیاد و خرد شدن وسایل عتیقه خانه به‌دست بریک عصبانی شروع به درک مسئله می‌کند.
کوپر، برادر بریک و زنش می، در طبقه پایین سرگرم آماده کردن ذهن مادربزرگ برای بخشیدن همه ارث به آن‌ها بعد از مرگ پدربزرگ بودند که مگی به دروغ از «آبستن بودن» خود خبر می‌دهد. بریک و پدر که از پله‌ها به پایین می‌آیند و پی به عشق و نیت خوب مگی برده‌اند با اینکه می‌دانند او در این مورد دروغ می‌گوید حرف او را جلوی بقیه خانواده تأیید می‌کند.
داستان با صحنه بوسه میان بریک و مگی و قصد آن‌ها برای معاشقه در اتاق پایان می‌یابد.

## نام
نام فیلم اشاره دارد به جمله‌ای که مگی «گربه»، با این مضمون رو به بریک می‌گوید. مگی که حس می‌کند برای ادامه زناشویی خود ناچار به طناب‌بازی و احتیاط بسیار شده و برای سر پا نگه داشتن این ازدواج باید هر گام خود را بسنجد وگرنه سقوط خواهد کرد در بحبوحه بحث‌ها می‌گوید که «می‌دانی من چه احساسی دارم؟ همیشه حس می‌کنم مثل یک گربه روی یک شیروانی داغ هستم.» بریک در پاسخ می‌گوید: «پس از روی شیروانی بپر پایین، مگی! گربه‌ها از روی شیروانی می‌پرند پایین و هیچ صدمه‌ای نمی‌بینند. این کار را بکن. بپر!» مگی می‌گوید: «بپرم کجا؟ به چه امیدی؟» بریک پاسخ می‌دهد: «یک عاشق گیر بیار.» مگی: «مستحق این کار نیستم. جز تو هیچ مردی را نمی‌بینم، حتی با چشم‌های بسته فقط تو را می‌بینم.»

## جوایز و نامزدها
این فیلم شش نامزدی برای اسکار دریافت کرد. با این حال هیچ جایزه ای دریافت نکرد. در سی و یکمین دوره مراسم اسکار فیلم گربه روی شیروانی داغ در رشته‌های بهترین فیلم، بهترین کارگردانی، بهترین بازیگر نقش اول مرد و زن، بهترین فیلمنامه اقتباسی و بهترین فیلمبرداری نامزد شد.
در همین دوره از اسکار، برل آیوز (بازیگر نقش پدر در این فیلم) برای بازی در فیلم کشور بزرگ به کارگردانی ویلیام وایلر اسکار بهترین بازیگر نقش مکمل مرد را به دست آورد